# Druivenkoers Overijse 2024
De 64e editie van de wielerwedstrijd Druivenkoers Overijse vond plaats op 23 augustus 2024. De wedstrijd was 206,3 kilometer lang en vond plaats in en rond Overijse. De wedstrijd maakte deel uit van de UCI Europe Tour, met de categorie 1.1. De Nederlander Jelte Krijnsen, stagiair bij Q36.5 Pro Cycling Team, won na in de slotfase te zijn weggereden bij zijn medevluchters. De ploeggenoten Matis Louvel en Jenthe Biermans strandden op plek twee en drie.

## Uitslag
| Plaats  | Naam               | Ploeg               | Tijd     |
| ------- | ------------------ | ------------------- | -------- |
| Winnaar | Jelte Krijnsen     | Q36.5               | 4u46'33" |
| 2       | Matis Louvel       | Arkéa-B&B Hotels    | + 39"    |
| 3       | Jenthe Biermans    | Arkéa-B&B Hotels    | + 48"    |
| 4       | Jenno Berckmoes    | Lotto Dstny         | z.t.     |
| 5       | Pier-André Côté    | Israel-Premier Tech | z.t.     |
| 6       | Gianni Vermeersch  | Alpecin-Deceuninck  | z.t.     |
| 7       | Aimé De Gendt      | Cofidis             | z.t.     |
| 8       | Liam Slock         | Lotto Dstny         | + 1'12"  |
| 9       | Hugo Hofstetter    | Israel-Premier Tech | z.t.     |
| 10      | Stan Van Tricht    | Alpecin-Deceuninck  | z.t.     |
| 11      | Mike Teunissen     | Intermarché-Wanty   | + 3'24"  |
| 12      | Ramses Debruyne    | Alpecin-Deceuninck  | z.t.     |
| 13      | Tom Van Asbroeck   | Israel-Premier Tech | + 4'03"  |
| 14      | Maxim Van Gils     | Lotto Dstny         | z.t.     |
| 15      | William Blume Levy | Uno-X Mobility      | z.t.     |
| 16      | Luc Wirtgen        | Tudor               | z.t.     |
| 17      | Ceriel Desal       | Bingoal WB          | z.t.     |
| 18      | Hartthijs de Vries | TDT-Unibet          | z.t.     |
| 19      | Floris De Tier     | Bingoal WB          | z.t.     |
| 20      | Jelle Johannink    | TDT-Unibet          | z.t.     |